# Anaerococcus
Anaerococcus è un genere di batterio appartenente alla famiglia delle Peptostreptococcaceae.